# Демидова Ганна Валентинівна
Га́нна Валенти́нівна Деми́дова (нар. 1987, Миколаїв) — українська легкоатлетка, рекордсменка України, олімпійка, майстер спорту України міжнародного класу, багаторазова чемпіонка та призерка Чемпіонатів та Кубків України, міжнародних змагань з легкої атлетики.

## З життєпису
Народилася 1987 у Миколаєві в родині Ірини та Валентини Демидових. Її батько, Демидов Валентин Валентинович, був і тренером; під його керівництвом молодша дочка Ганна 2003 року виконала норматив майстра спорту України.
Встановила рекорд України зі стрибків у довжину серед дівчат — 6 м 42 см.
Бронзова призерка Чемпіонату світу з легкої атлетики серед юнаків-2003 — стрибок у довжину.
На Чемпіонаті світу з легкої атлетики серед юніорів-2004 була 9-ю.
2010 року у Вінниці на фінальному турнірі Кубка України з легкої атлетики перемогла у потрійному стрибку з результатом 13 м 71 см.
2011-го на міжнародних змаганнях в Остіні (США) з результатом 13 м 91 см посіла друге місце.
У 2012 році в Новому Орлеані (США) на Універсіаді з легкої атлетики виборола перше місце у потрійному стрибку з результатом 14 м 20 см. Того ж року на командному чемпіонаті України з легкої атлетики перемогла, стрибнувши у потрійному на 14 м 09 см; у стрибках у довжину фінішувала восьмою (6 м 9 см).
У червні 2012 року в Гельсінкі на чемпіонаті Європи з легкої атлетики була 18-ю.
Учасниця Олімпійських ігор-2012.
Кращий результат у потрійному стрибку — 14,50 м.